# پامچال ویال
پامچال ویال (نام علمی: Primula vialii) نام یک گونه از سرده پامچال است.